# Cementerio Central de Sofía
El Cementerio Central de Sofía (en búlgaro: Централни софийски гробища) o el Cementerio Orlandovtsi ("Орландовци") es el principal cementerio de la ciudad de Sofía, la capital del país europeo de Bulgaria. El cementerio tiene varias capillas utilizadas por varias confesiones cristianas, como una iglesia ortodoxa búlgara de la Dormición de la Madre de Dios, una capilla católica de San Francisco de Asís, una capilla armenia apostólica, una sinagoga judía, etc. El cementerio también cuenta con secciones militares rusas, serbias y rumanas.